# Dušan Kudrnovský
Dušan Kudrnovský (* 13. Juli 1975) ist ein ehemaliger tschechischer Skibobfahrer. Er gehört mit neun Weltmeistertiteln und zahlreichen Weltcupsiegen zu den erfolgreichsten Athleten der nichtolympischen Sportart. Zwischen 1996 und 2001 gewann er fünfmal den Skibob-Gesamtweltcup.

## Biografie
Der für den TJ Sokol Jablonec nad Jizerou startende Dušan Kudrnovský gewann bei den Weltmeisterschaften 1996 in Villach im Alter von 20 Jahren seine ersten drei Medaillen. Neben seinem ersten Titel im Riesenslalom sicherte er sich Bronze im Slalom und Silber in der Kombinationswertung. Außerdem gewann er in jenem Jahr erstmals den Gesamtweltcup. Diesen konnte er in den folgenden beiden Wintern erfolgreich verteidigen und duellierte sich dabei immer mit dem österreichischen Rekordweltmeister Markus Moser. Im Rahmen der Weltmeisterschaften in Balderschwang und Neukirchen am Großvenediger holte er jeweils das Maximum von vier Medaillen, wobei er 1998 in der Kombinationswertung seine zweite Goldmedaille gewann.
Im Winter 1998/99 musste er sich im Gesamtweltcup seinem Vereinskollegen aus Jablonec, Štěpán Hlaváč, geschlagen geben. Bei den Weltmeisterschaften in Adelboden gewann er Gold in der Abfahrt und im Slalom sowie Bronze im Super-G. Im folgenden Jahr gelangen ihm in St. Johann im Pongau in allen Disziplinen außer der Abfahrt Medaillengewinne, darunter einmal Gold in der Kombination. Zudem kehrte er an die Spitze des Gesamtweltcups zurück. In Bischofswiesen feierte er 2001 in Riesenslalom, Slalom und Kombination seine Weltmeistertitel sechs bis acht sowie in der Abfahrt Silber. Außerdem entschied er als gerade einmal 25-Jähriger zum fünften und letzten Mal in seiner Karriere den Gesamtweltcup für sich.
In den folgenden Jahren zog sich Kudrnovský aus beruflichen Gründen langsam aus dem Renngeschehen zurück. Nachdem er bei den Heimweltmeisterschaften in Špindlerův Mlýn noch einmal den Titel in der Kombination errungen und auch ein Jahr später in Wisła eine weitere Medaille gewonnen hatte, wurde er 2003 noch einmal Dritter im Gesamtweltcup. 2007/08 kehrte er nach dreijähriger Rennpause zurück und wurde auf Anhieb wieder tschechischer Meister. Im Weltcup absolvierte er danach ausschließlich Heimrennen und schaffte in Deštné v Orlických horách und Jablonec noch zwei Podiumsplatzierungen. Im Rahmen der Weltmeisterschaften in Deštné gewann er 2012 Silber im Riesenslalom hinter seinem jungen Landsmann Pavel Čiháček, ehe er seine aktive Laufbahn beendete.
Dušan Kudrnovský arbeitete ab 2001 zeitweise in einer Spielhalle und versuchte sich ab 2008 als Kickboxer. Er lebt in Turnov, wo er als Unternehmer tätig ist.

## Erfolge

### Weltmeisterschaften
- 9 Goldmedaillen (1 Abfahrt, 2 Riesenslalom, 2 Slalom, 4 Kombination)
- 10 Silbermedaillen (1 Abfahrt, 4 Super-G, 2 Riesenslalom, 2 Slalom, 1 Kombination)
- 8 Bronzemedaillen (1 Abfahrt, 2 Super-G, 1 Riesenslalom, 3 Slalom, 1 Kombination)

### Weltcup-Platzierungen
| Saison      | Platz | Punkte |
| ----------- | ----- | ------ |
| bis 1994/95 | ?     | ?      |
| 1995/96     | 1.    | ?      |
| 1996/97     | 1.    | ?      |
| 1997/98     | 1.    | ?      |
| 1998/99     | 2.    | ?      |
| 1999/00     | 1.    | ?      |
| 2000/01     | 1.    | ?      |
| 2001/02     | ?     | ?      |
| 2002/03     | 3.    | 140    |
| 2003/04     | 4.    | 109    |
| 2008/09     | 17.   | 18     |
| 2009/10     | 14.   | 32     |
| 2010/11     | 15.   | 35     |

### Weitere Erfolge
- mehrere tschechische Staatsmeistertitel in allen Disziplinen